# Suki-tte ii na yo
Suki-tte ii na yo (好きっていいなよ。 lit. Dime "Te amo"?) es un manga japonés creado escrito e ilustrado por Kanae Hazuki. Fue adaptado a una serie de anime por Zexcs, y estrenado el 6 de octubre de 2012. Ha sido licenciado por Sentai Filmworks para su publicación en Norteamérica.

## Argumento
Mei Tachibana es una joven tranquila y modesta de dieciséis años de edad que ha pasado sus años de instituto sin hacer amistad o conseguir un novio, debido a una agresión escolar de niñez que le hizo llegar a pensar que los amigos son gente que la traicionaría en cualquier momento. Cuando conoce al chico popular Yamato Kurosawa, quien se interesa en ella, comienza una relación gracias a la cual Mei se abre y comienza a diversificar su perspectiva de la vida y a hacer amistad con otras personas.

## Personajes
Mei Tachibana (橘 めい Tachibana Mei?)
Seiyū: Ai Kayano
Mei era una niña como cualquiera hasta la escuela primaria donde un día, a pesar de las advertencias de Mei, sus compañeros alimentaron al conejo de la clase con comida para humanos y éste murió; al día siguiente cuando lo descubrió la profesora sus compañeros la culparon, siendo golpeada por su maestra en forma de castigo. Tras esto decidió no tener amistades, ya que a partir de ese momento a sus ojos los amigos eran personas que esperaban la oportunidad de cometer una traición. 
Al principio, de la historia, ya en preparatoria, es descrita como "la sombría" y "la callada"; resalta entre sus compañeras por su actitud apagada y su uniforme fuera de moda (nada ajustado y con una falda debajo de la rodilla); es asocial y torpe al interactuar, así como observadora, honesta y graciosa. Su padre murió de cáncer hace algunos años y ese hecho acabó de definir su carácter aún más como alguien solitario. Le gusta Yamato, pero todavía no sabe decir con palabras sus sentimientos por él. 
Aunque en el anime se le caracteriza como una joven silenciosa, algo tímida y nerviosa frente a otra gente, en el manga se muestra más bien apática y poco expresiva, aún con Yamato, quien en alguna ocasión se ha llevado algún golpe cuando dice algo indebido o la hace perder la paciencia.
Yamato Kurosawa (黒沢 大和 Kurosawa Yamato?)
Seiyū: Takahiro Sakurai
Uno de los chicos más populares en su escuela. Cuando conoce a Mei, esta le propina una patada que lo hizo volar por las escaleras culpándolo erróneamente de las burlas que uno de los amigos del muchacho le hizo, esto llama de inmediato la atención de Yamato, quien se prenda de ella y le da su número de teléfono. Aunque Mei al comienzo no desea tener nada que ver con él, cuando es seguida por un acosador le pide ayuda a Yamato ya que sin amigos no tiene a quien más recurrir. Cuando él llega, besa a Mei para conseguir que el acosador se marche pero reconociendo que empieza a interesarse en ella; tras algunos días comprueba que el interés es mutuo e inician un noviazgo. 
Asami describe a Yamato como alguien que piensa en otros más que en sí mismo, preocupándose por ellos a pesar de que debe lidiar con problemas propios. Él mismo reconocería ante Mei que a pesar de que muchos lo ven como alguien seguro e independiente en realidad teme ser rechazado o apartado por la gente, esto hizo que durante la secundaria frecuentara un jóvenes problemáticos que abusaban de compañeros más débiles.
Asami Oikawa (及川 あさみ Oikawa Asami?)
Seiyū: Risa Taneda
Compañera de clase de Mei. una muchacha amable y dulce de baja estatura. Tiene un complejo por su gran busto y odia cuando la gente la mira fijamente. Idolatra a Yamato porque la defendió en la escuela secundaria y desea tener un príncipe que la proteja. Comienza a salir con Kenji después de que él confiesa que le gusta tal y como es.
Kenji Nakanishi (中西 健志 Nakanishi Kenji?)
Seiyū: Nobunaga Shimazaki
Uno de los compañeros de clase de Mei y un buen amigo de Yamato; es quien se burlaba de Mei en la escalera y provocó que esta pateara a Yamato a quien creyó responsable; en el manga se muestra que inicialmente es normal que abusara de Mei insultándola o golpeándola por diversión y en realidad el día que ella golpeó a Yamato fue porque Kenji levantó su falda en las escaleras y colmó su paciencia. A él le gusta mucho Asami, pero es un pervertido y un inepto a la hora de hablar con las mujeres, por lo que siempre que intenta apoyarla o defenderla de las burlas parece que simplemente que se burla o excita a costa suya, finalmente gracias a Mei acaba confesándose de una forma más adecuada y ambos acaban como pareja.
Aiko Mutō (武藤 愛子 Mutoo Aiko?)
Seiyū: Yumi Uchiyama
Compañera de clase de Yamato y Mei. Es una muchacha agradable, alta y de actitud seria. Le ha gustado Yamato desde la secundaria cuando era una chica con sobrepeso obsesionada con estar a la moda; después que él le dijo que al natural era la más bonita decidió que lo amaba, pero él no ha correspondido sus sentimientos. Aiko cree que el amor obligatoriamente requiere sacrificio y esfuerzo, lo que la llevó a acciones extremas con sus novios. En secundaria usó múltiples cosméticos para parecer bonita aunque esto significó arruinar su piel y a pesar de ello fue engañada por su novio con una chica más esbelta. Yamato intentó consolarla, pero Aiko usó esta situación para presionarlo a que se acostara con ella; tras esto se enamoró de él y perdió 18 kilos creyendo que así Yamato se fijaría en ella, sin embargo, su régimen fue tan agresivo que su estómago se llenó de estrías debido a la pérdida de peso repentina. 
Como sostiene que el amor es sacrificio, insiste en que Mei no es digna novia de Yamato ya que no le costó ganar su amor, bajo este razonamiento ella, que lo ha amado y ha hecho tantas cosas para complacerlo, es su pareja indicada. Después que Mei la defiende de Kakeru ambas pueden confrontar sus ideas y aunque no lo reconoce se vuelve más cercana a ella y finalmente acaba siendo su amiga y protectora. 
Masashi Tachikawa (立川 雅司 Tachikawa Masashi?)
Seiyū: Junji Majima
Amante de Aiko y el único al que ella quiere puede mostrar su cuerpo "entero". Quiere a Aiko sin importar su figura aunque para ella nada de lo que él dice o hace es digno de interés. Sin embargo después que la muchacha traba amistad con Mei y acepta su noviazgo con Yamato comienza a volverse más cercana con Masashi sin declarar formalmente que están en una relación sentimental, gradualmente dejando de lado el aspecto carnal de sus encuentros y mostrándose cada vez más cercanos.
Kakeru Hayakawa (早川 駆流 Hayakawa Kakeru?)
Seiyū: Yūki Kaji
Compañero de clase de Yamato y Mei. Durmió con gran cantidad de muchachas razonando que si se acostaba con muchas mujeres significaba que era tan o más "popular" que Yamato. Su amiga de niñez, Chiharu, es una de las pocas personas que lo trata como un amigo y lo respeta por quien es. Después de un intento de acercamiento fracasado hacia Mei y de recibir una paliza por algunos de los novios de sus conquistas, comprende que Chiharu es la única que en realidad se preocupa por él y corresponde el amor que ella siempre ha sentido por él abandonando la actitud promiscua e irresponsable que había tenido hasta ese momento.
Chiharu Ogawa (小川 千晴 Ogawa Chiharu?)
Seiyū: Hisako Kanemoto
Amiga de la infancia de Kakeru y alguien que conoce su verdadero yo. Está loca por él, comienzan a salir después de que este reconoce su amor por ella. Posteriormente entra a trabajar a la misma pastelería donde Mei está contratada.
Megumi Kitagawa (北川 めぐみ Kitagawa Megumi?)
Seiyū: Minako Kotobuki (anime) y Ayane Sakura (Drama CD)
Modelo aficionada y estudiante transferida que fue colocada en la clase de Yamato por quien desarrolla de inmediato interés. Posee un complejo de inferioridad porque en su niñez fue llamada "fea" y "una muchacha simple" ya que su aspecto era humilde, este complejo la llevó a aprender a vestirse y maquillarse para lucir atractiva desde muy joven. Gracias a su nueva apariencia ganó popularidad y entró al mundo del modelaje, escondiendo sus complejos tras una actitud amable y simpática con la que buscaba rodearse de personas que la admiraran; sin embargo fueron pocas personas las que en realidad pensaban en ella como una amiga, ya que desde su perspectiva los amigos era algo que podía obtener a base de regalos y popularidad y por lo mismo tenía autoridad sobre ellos y sus decisiones.
Al conocer a Yamato y Mei convence al primero de entrara a modelar con ella como una forma de seducirlo, comienza a hacerse amiga de Mei para manipularla y colma de regalos y atenciones a Asami y Aika para separarlos de Mei, para su desgracia su plan se derrumba cuando la pareja se reconcilia, Asami y Aika desenmascaran sus intenciones, pierde a todos sus "amigos" cuando intenta forzarlos a darle la espalda a una compañera con quien ella ha discutido siendo ella la que acaba relegada y sus admiradores, hartos de su actitud comienzan a publicar pésimas críticas y comentarios sobre ella en la red. Encuentra amigos verdaderos en Momo y Asami. Además ella comienza a hacer caso omiso de los comentarios de la gente y corta su cabello como una expresión de escoger sus propias decisiones sin miedo del qué dirán.
Kai Takemura (竹村 海 Takemura Kai?)
Seiyū: Tomoaki Maeno
Amigo de la infancia de Yamato que fue maltratado en el colegio por el grupo al que Yamato pertenecía. Como se ocultó y descuidó sus estudios mientras era acosado, decidió volver a su ciudad natal y repetir su primer año de instituto. Actualmente está un curso abajo que Yamato y Mei a pesar de ser de la misma edad que ellos. 
Después de ser acosado, decidió entrenarse y ha aumentado dramáticamente en altura y talla; al regresar a la ciudad luce irreconocible y tiene como meta buscar y vengarse de cada uno de sus abusadores, sin embargo al encontrar al primero y verlo como alguien insignificante y débil no fue capaz de hacerles nada ya que comprendió que valían menos que el esfuerzo que puso en prepara su venganza. Se siente igual que Mei porque ambos fueron acosados en algún punto en su vida. Es un cliente regular de la panadería donde Mei trabaja y adora el parque de atracciones Disneyland. 
Está enamorado de Mei, pero acepta que ella ama a Yamato y trata de protegerla de cualquier amenaza, esto hace que constantemente encare y llame la atención de Megumi, quien en ningún momento pudo engañarlo o disimular sus intenciones.
Nagi Kurosawa (黒沢 凪 Kurosawa Nagi?)
Seiyū: Mariya Ise
Hermana menor de Yamato que aún cursa la primaria. Se le da muy bien cocinar y fabricar peluches rellenos. Al igual que otros personajes lleva un trauma respecto a lo que es la amistad ya que anteriormente tenía muchas amigas quienes siempre iban a su casa, por lo que cocinaba y se esmeraba por atenderlas a pesar de que incluso en su propia casa la ignoraban y no la incluían realmente, un día las oyó decir que realmente no la consideraban su amiga y solo le hablaban porque tenía una casa lujosa y podían comer gratis, así perdió la fe en la amistad y abandonó el colegio siendo su hermano el único apoyo que la ayudó a seguir. Cuando conoce a Mei, sintió que le robaba a su hermano y empezó a odiarla. Después de estar algún tiempo con ella, averiguó que esta comprendía el sufrimiento que había vivido ya que también vivió lo mismo cuando pequeña, además comprendía a Yamato de una forma que Nagi creía que solo ella había sido capaz, por lo que de inmediato desarrolla gran aprecio por Mei y le enseña como cocinar bombones para Yamato e incluso en algunas ocasiones interrumpe sus citas pero para pasar más tiempo con ella.
Taichi Kurosawa (黒沢 大地 Kurosawa Taichi?)
Seiyū: Kazuya Nakai
Hermano mayor de Yamato, estilista y dueño de una peluquería. Es tan atractivo como Yamato. Rechaza a la gente fashion si ellos quieren ser como otros y cambian a estilos según lo ellos quieren ser ya que aprecia a la gente que es fiel a su propio estilo.
Miki Arai (新井 美樹 Arai Miki?)
Seiyū: Saori Hayami
Es el primer amor de Yamato, la conoció en secundaria y al comienzo de la historia es la única muchacha que él no ha besado en su instituto. Ella dice tener un interés profundo por Yamato, aunque coquetea con él. En secundaria rechaza los avances de Yamato ya que lo considera un muchacho bajo y ordinario y ella solo acepta fijarse en muchachos atractivos. Poco después que Yamato se enamorara de Mei y poco antes que comenzaran su relación Miki le explica a Yamato que le permitirá ser su pareja y que desde siempre ha sabido que a él le gustaba, pero que lo ignoraba ya que era bajo y corriente, pero que ahora si deseaba estar con él ya que en preparatoria se ha vuelto atractivo y popular, pero sobre todo porque le molestaba que incluso alguien como Mei le hubiera ganado en estar con él; tras esta "confesión" Yamato perdería el interés que aún tenía por ella y esa misma noche tuvo la oportunidad de comenzar su relación con Mei.

## Media

### Manga
El manga de Suki-tte ii na yo comenzó a publicarse en 2008 en la revista Dessert con 17 volúmenes hasta ahora. En el volumen número 17 se reveló que la obra finalizaría con el próximo tomo, el volumen número 18, el cual se lanzaría en algún momento del verano de 2017. El mismo tomo también reveló que el manga cuenta ya con 7,2 millones de copias en circulación desde su estreno en 2008.

### Anime
Una adaptación al anime por ZEXCS comenzó el 6 de octubre de 2012 que consta de 13 capítulos y 1 OVA. Ha sido licenciado por Sentai Filmworks en Norteamérica. El opening (canción de apertura) "Friendship" por Ritsuko Okazaki y el ending (tema en que termina) es "Slow Dance" por Suneohair.

### Película
En el 11.º volumen del manga, anunció en 2013 que una película de acción real tenía luz verde para el lanzamiento en 2014. Esta película fue escrita y dirigida por Asako Hyuga. Haruna Kawaguchi y Sota Fukushi son los protagonistas como Mei Tachibana y Yamato Kurosawa respectivamente. La película fue lanzada en Japón el 12 de julio de 2014. El tema musical principal es "Happily" de One Direction.
- Sota Fukushi es Yamato Kurosawa.
- Haruna Kawaguchi es Mei Tachibana.
- Ryosuke Yamamoto es Masahi Tachikawa.
- Yagi Arisa es Megumi Kitagawa.